# Július Hudáček
Július Hudáček (ur. 9 sierpnia 1988 w Nowej Wsi Spiskiej) – słowacki hokeista, reprezentant Słowacji.
Jego brat Libor (ur. 1990) także został hokeistą.

## Kariera
- HK Spišská Nová Ves U18 (2003-2006)
  -  HK Poprad U18 (2004-2005)
- HK Spiska Nowa Wieś U20 (2006-2007)
- HK Spišská Nová Ves (do 2008)
- Słowacja U-20 (2007-2008)
- HC Koszyce (2008-2011)
  -  HK Trebišov (2009)
  -  HC 46 Bardejov (2010)
- Södertälje SK (2011-2012)
- Frölunda HC (2012-2013)
- Sibir Nowosybirsk (2013)
- HC Pardubice (2013-2014)
- Örebro (2014-2017)
- Siewierstal Czerepowiec (2017-2018)
- Spartak Moskwa (2018-2021)
- HK Spišská Nová Ves (2021)
- Dinamo Ryga (2021-2022)
- Sparta Praga (2022)
- Barys Nur-Sułtan (2022-)

Wychowanek klubu HK Spišská Nová Ves. Od kwietnia 2013 zawodnik Sibiru Nowosybirsk, związany dwuletnim kontraktem. We wrześniu 2013 na początku sezonu KHL (2013/2014) klub Sibir rozwiązał z nim kontrakt (rozegrał jeden mecz). Od 20 listopada 2013 zawodnik czeskiego klubu HC Pardubice. Od kwietnia 2014 zawodnik szwedzkiego klubu Örebro. W maju 2015 zawodnikiem zespołu został jego brat Libor. W marcu 2017 Július Hudáček odszedł z klubu. Od kwietnia 2017 zawodnik Siewierstali Czerepowiec. Od maja 2018 zawodnik Spartaka Moskwa. We wrześniu 2021 powrócił do macierzystego klubu HK Spišská Nová Ves. W połowie 2021 został zawodnikiem łotewskiego Dinama Ryga w KHL. Pod koniec stycznia 2022 przeszedł do Sparty Praga. Stamtąd odszedł w maju 2022. We wrześniu 2022 ogłoszono jego angaż w kazachskim klubie Barys Nur-Sułtan w KHL.
Uczestniczył w turniejach mistrzostw świata edycji 2012, 2013, 2014, 2015, 2016, 2017, 2021.
W trakcie kariery zyskał przydomek „Hudy”.

## Sukcesy
Reprezentacyjne
- Srebrny medal mistrzostw świata: 2012

Klubowe
- Złoty medal mistrzostw Słowacji: 2009, 2010, 2011 z HC Koszyce

Indywidualne
- Mistrzostwa Świata Juniorów w Hokeju na Lodzie 2008:
  - Jeden z trzech najlepszych zawodników reprezentacji w turnieju
- Ekstraliga słowacka w hokeju na lodzie (2008/2009):
  - Skład gwiazd
- Ekstraliga słowacka w hokeju na lodzie (2009/2010):
  - Skład gwiazd
- Ekstraliga słowacka w hokeju na lodzie (2010/2011):
  - Pierwsze miejsce w klasyfikacji skuteczności interwencji: 93,6%
  - Pierwsze miejsce w średniej goli straconych na mecz: 1,79
  - Skład gwiazd
- Svenska hockeyligan (2014/2015):
  - Pierwsze miejsce w klasyfikacji skuteczności interwencji w sezonie zasadniczym: 92,99%
  - Drugie miejsce w klasyfikacji średniej goli straconych na mecz w sezonie zasadniczym: 1,91
- Mistrzostwa Świata w Hokeju na Lodzie 2017/Elita:
  - Jeden z trzech najlepszych zawodników reprezentacji w turnieju[18]
- KHL (2018/2019):
  - Piąte miejsce w klasyfikacji skuteczności interwencji w fazie play-off: 93,4%
  - Piąte miejsce w klasyfikacji meczów bez straty gola w fazie play-off: 1